# Яніс Кіпурс
Яніс Кіпурс (латис. Jānis Ķipurs; 3 січня 1958, Курмене) — колишній латвійський бобслеїст і тренер. Під час своєї кар'єри спортсмена спочатку представляв Радянський Союз, а потім Латвію. Після тривалої кар'єри він був тренером з бобслею в різних національних збірних і зараз займається бізнесом.
Кіпур почав займатися бобслеєм у 1980-х роках, приблизно під час перших випробувань бобслею в Радянському Союзі. На своїх перших Олімпійських іграх, у 1984 році, Кіпурс був четвертим, лише трохи поступившись екіпажу на чолі зі своїм співвітчизником Зінсом Екманісом. На наступних Олімпійських іграх Кіпур став чемпіоном у парному розряді та посів 3 місце у четвірках. Він завоював бронзу в парному розряді на чемпіонаті світу з бобслею у 1989 році. Яніс Кіпурс — срібний призер Кубка світу 1988 року з бобслею та чемпіон у змішаному заліку.
Яніс Кіпурс — чемпіон Європи 1984 року, а також чемпіон Латвії 1984, 1985 та 1987 років. Кіпурс завершив кар'єру після Олімпійських ігор 1992 року, на яких був флагманом національної збірної Латвії, але через травму не брав участі в змаганнях.